# Spaniel Russo
O spaniel russo (em russo: Русский охотничий спаниель) é uma raça de spaniel padronizada em 1951 na União Soviética, depois da 2ª Guerra Mundial, através do cruzamneto entre os English Cocker Spaniels, English Springer Spaniels e outras raças spaniels. Fisicamente é similar ao Cocker Spaniel, mas é maior, pelagem curta e um corpo longo. Desenvolvido e usado como cão de caça, esta raça não sofre de quaisquer problemas de saúde que não sejam normalmente associados com spaniels. Popular em sua terra natal, a raça foi introduzida apenas no exterior na década de 1990, e ainda não é reconhecida por todos os principais clubes.

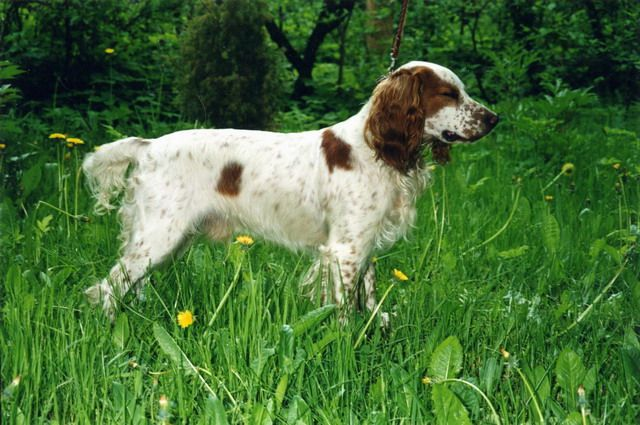

## Descrição

### Aparência
O spaniel russo é um cão pequeno, robusto, com uma pelagem curta, firme e sedosa com franjas nas orelhas e nas pernas. As cores podem variar muito, e podem incluir cores sólidas sem manchas brancas, malhadas, pretos e castanho, e outras combinações. A cabeça e as orelhas são geralmente escuras.
O spaniel russo lembra o Cocker Spaniel Inglês, com um corpo semelhante aos outros spaniels, mas o corpo do spaniel russo tende ser maior do que o do cocker.
Tanto os machos e fêmeas da raça pesam em torno de 13 a 18 kg e medem em cerca de 38 a 43 cm na altura da cernelha. Isso os torna semelhantes em tamanho ou um pouco maior do que o Cocker Spaniel Inglês, que pesa cerca de 13 a 14,5 kg e tem entre 39 e 41 cm sendo que as fêmeas são relativamente um pouco menor e mais leve.
Desenvolvido principalmente como cães de caça, seu objetivo é encontrar a ave apontando para o ar, e em seguida, recuperá-la no comando após o caçador disparou. O spaniel russo é adequado para a caça em pântanos, campos, florestas, caçando as aves, assim como coelhos e animais pequenos. A raça também é popular em sua terra natal como seu pequeno tamanho os torna adequados para morar em centro de cidades, e facilmente transportados aos locais de caça.

### Temperamento
É uma raça enérgica de espírito livre. Mesmo que seja um cão de caça, é também mantido como cão de companhia devido à sua natureza descontraída e devotada aos seus donos. É alegre, ativo e está sempre querendo brincar, de qualquer forma fica chamando a atenção abanando o rabo. Eles são treináveis, podem ser um bom cão d'água, e amável com as crianças.

## Saúde
Como todos os outros spaniels de orelhas compridas, exige cuidados para prevenir infecções no ouvido. A raça tem uma tendência a ganhar peso com facilidade, o que pode ser prevenida pela ingestão equilibrada de alimentos. O spaniel russo pode ser propenso a alergias alimentares, que geralmente são identificados, entre 1 e 5 meses de idade com os alérgenos mais comuns são de frango e cenoura. Não existem outros problemas de saúde específicos da raça atualmente conhecidos.

## História

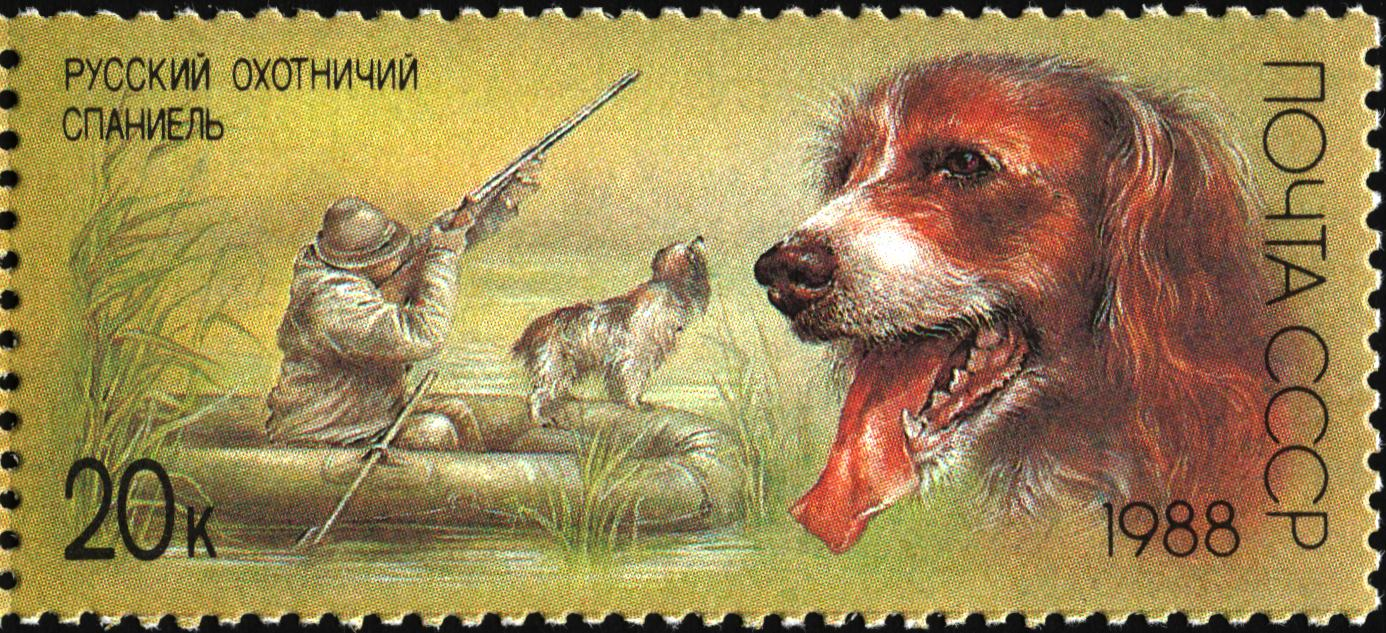
Um selo soviético de 1988 com uma ilustração do spaniel russo

O spaniel russo é o mais recente dos cães de caça russos. Originou-se majoritariamente de Cocker Spaniel Inglês e Springer Spaniel Inglês. Essas raças ficaram conhecidas como spaniel russo foram mencionadas logo em 1891 na Nova Zelândia.
O spaniel registrado pela primeira vez na Rússia era um cocker spaniel preto de propriedade de um caçador entusiasta do Grão-duque Nicolau Nikolaevich no final do século XIX. Por causa de suas ligações nobres, spaniels de diversas raças foram importados para São Petersburgo e Moscou. Alguns foram usados para a caça, mas os spaniels mais pequenos não foram de muita utilidade para a caça de aves da Rússia, devido ao clima e às condições do terreno. Foi no início do século XX que começou a produzir seletivo para spaniels, especificamente a importação dos Springer Spaniels para criar uma melhor raça híbrida: spaniel russo.
Ao final de 1930, havia uma variedade de spaniels em Moscou, Leningrado e Sverdlovsk que não se adaptar a qualquer padrão da raça cocker spaniel específico, mas ainda não foram padronizados para o atual spaniel russo. Proposital de reprodução após a 2ª Guerra Mundial levou à padronização original spaniel russo em 1951. Além disso a revisão das normas emitidas em 1966 e 2000.
A popularidade da raça na Rússia aumentou após o início dos anos 1990, com exposições de cães de Moscou desde aquela época anualmente, incluindo entre 120 e 131 spaniels russos, que qualifica a raça como um dos mais populares, juntamente com o setter irlandês. Em 2002, o Clube Spaniel Russo foi criado nos Estados Unidos para aumentar o conhecimento da raça fora da Rússia e para permitir que os proprietários de registrar seus cães.

## Reconhecimento internacional
Embora não reconhecido por qualquer clube cinófilo grande, o spaniel russo é reconhecido pelo Continental Kennel Club (CKC), Federação Internacional de Caninos, Kennel Club norte-americano, e Universal Kennel Club Internacional. Para o reconhecimento do britânico The Kennel Club de uma raça é obrigado a aplicar com os nomes e endereços dos proprietários/importadores do Reino Unido, o número de cães de raça no Reino Unido, as cópias dos pedigrees dos cães ingleses - pelo menos três gerações, deve ser reconhecido no seu país de origem e estatísticas em números de registro no país, estatísticas de entradas em shows no país e a nível internacional, as condições de saúde herdados, quando o registro da raça foi fechada, o padrão do país de origem e um breve histórico e os detalhes de todas as atividades de trabalho.